# Gulab yamun

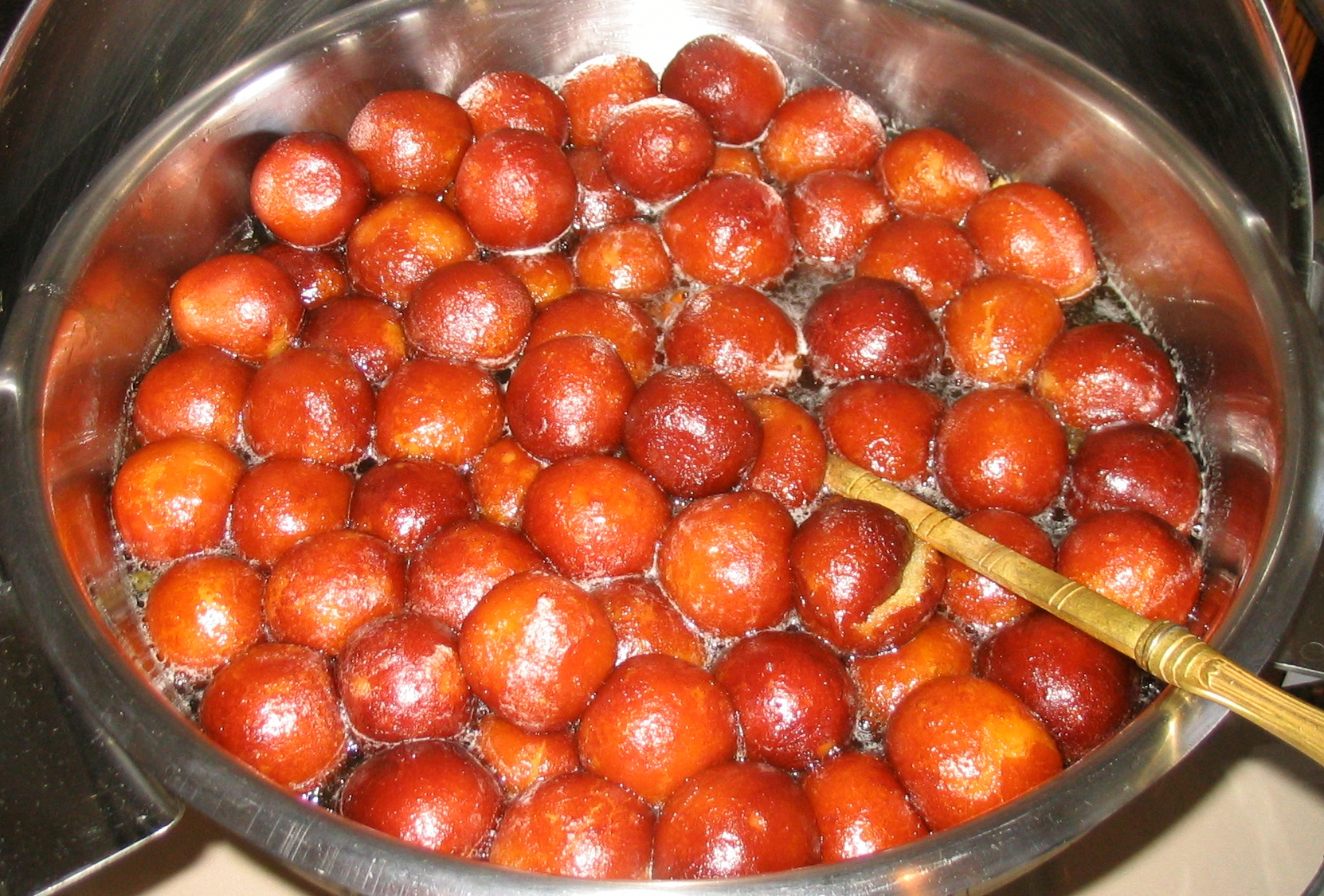
Preparación de gulab-yamuns ligeramente enrojecidos por el azafrán.

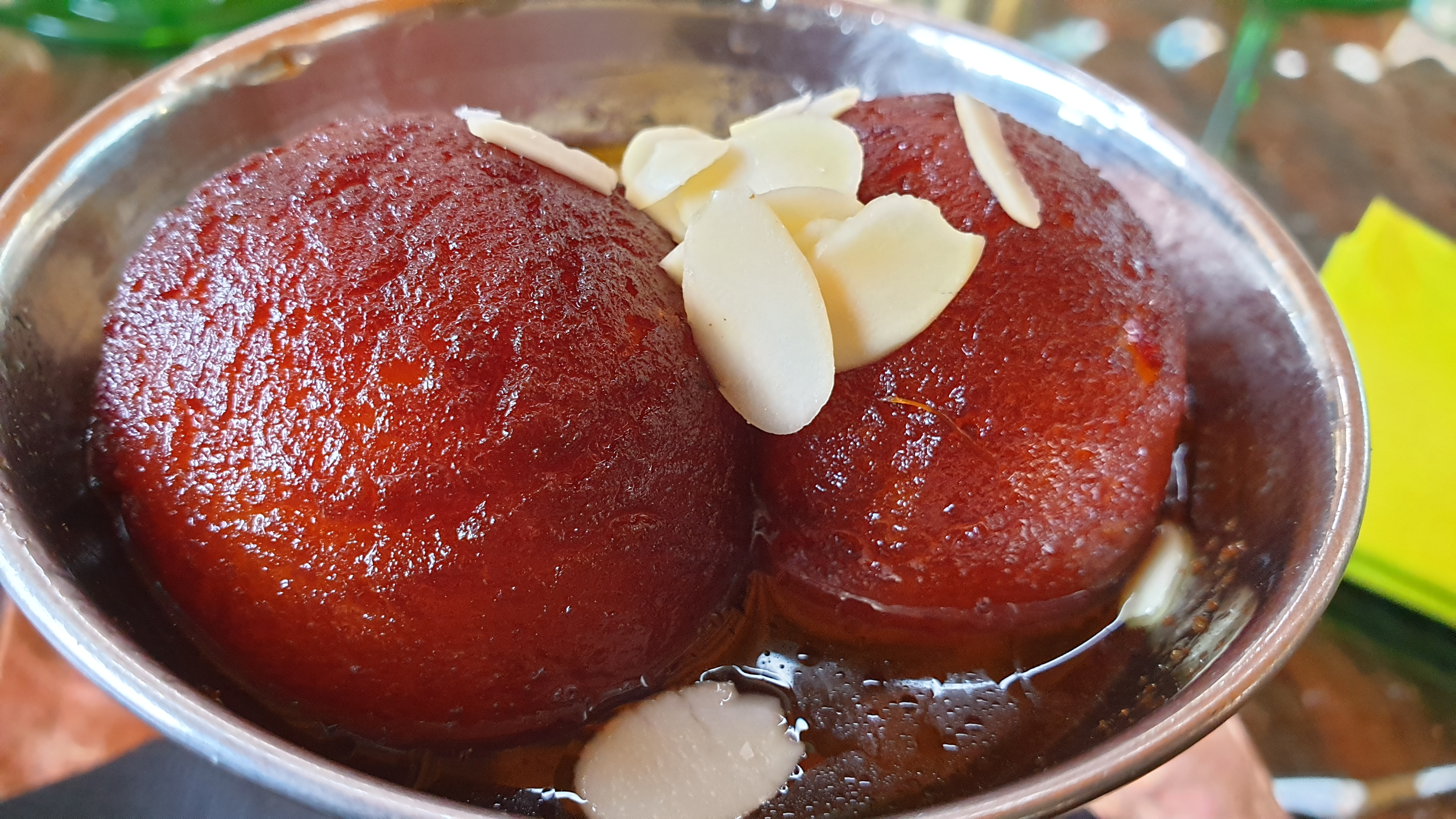
Gulab-yamuns.

El gulab-yamun ([guláb djámun]) es un dulce de la cocina Pakistaní y cocina India, elaborado con una masa, en la que sus principales ingredientes son Khoya (tipo de leche condensada por evaporación) y maida (harina), y que luego es frita en aceite en forma de pequeñas bolas. Después, se ponen en un almíbar elaborado con agua, azúcar, agua de rosas, cardamomo y se colorea con algunas hebras de azafrán que le proporcionan el color rojo muy característico.

## Costumbres
El plato pudo haberse originado en el este de la India (Orissa y Bengala). Los gulab-yamuns son igualmente populares en Pakistán y Bangladés. Un plato similar existe en la cocina árabe que se sirve igualmente como postre y es el lu'mat al-adi (árabe significa bocado del juez). Al igual que en la versión india, se emplea agua de rosas o incluso miel como edulcorante.